# Asthenolabus stellae
Asthenolabus stellae är en stekelart som först beskrevs av Heinrich 1936.  Asthenolabus stellae ingår i släktet Asthenolabus och familjen brokparasitsteklar. Inga underarter finns listade.